# Petrobiona massiliana
Petrobiona massiliana är en svampdjursart som beskrevs av Jean Vacelet och Claude Lévi 1958. Petrobiona massiliana ingår i släktet Petrobiona och familjen Petrobionidae. Inga underarter finns listade i Catalogue of Life.